# バチカン

バチカン市国
Status Civitatis Vaticanae（ラテン語）
Stato della Città del Vaticano（イタリア語）

国の標語：無し
国歌：教皇賛歌

1. 
2. 
3. 

ヴァチカン市国とは、カトリック教会の主導者である教皇とローマ教皇庁をあわせた概念であり、国としての側面を持つ聖座（ラテン語: Sancta Sedes）と、イタリアのローマ市内に位置するバチカン市国の総称である。国家としてのヴァチカン市国（ヴァチカンしこく、ラテン語: Status Civitatis Vaticanae、イタリア語: Stato della Città del Vaticano）は、1929年にラテラノ条約により独立国となった南ヨーロッパに位置する国家で国土面積は世界最小である(0.44km²)。ヴァチカンやバティカン、ヴァティカン、ヴァティカーノとも表記される。

## 概要
カトリック教会の指導者である教皇とその行政組織であるローマ教皇庁は「聖座」と呼ばれ、ヨーロッパにおいては長らく主権国家と同じ主権実体であるとして捉えられていた。1929年のラテラノ条約において、サン・ピエトロ大聖堂周辺の教皇の主権が及ぶ地域はバチカン市国とされ、主権国家として扱われるようになった。単語としての「バチカン」は「聖座」と「バチカン市国」の総称である。
バチカンという名称は、この地の元々の名前であった「ウァティカヌスの丘」 (Mons Vaticanus) に由来する。ウァティカヌスの丘には聖ペトロが殉教したという伝承があり、そのために教会が建てられ、やがてカトリック教会の中心地となった。
バチカン市国は教皇によって統治される国家であり、国民の国籍は聖職に就いている間にかぎり与えられる（「#国民と国籍」節で後述）。ローマ教皇庁の責任者は国務省長官（Cardinal Secretary of State, 通常は枢機卿）、市国の領域の統治はバチカン市国行政庁長官兼バチカン市国委員会委員長（Governor of Vatican City and President of the Pontifical Commission for Vatican City State 通常は枢機卿）が務めている。
公用語はラテン語であり、公文書にはラテン語が用いられる。通常の業務においてはイタリア語が主に話され、外交用語としてフランス語、その他スペイン語・ポルトガル語・英語も常用されている。また、警護に当たるスイス人衛兵たちはドイツ語を用いる。
バチカン市国には聖職者以外に、数千人の職員が居り、大半の職員はイタリアに居住し日々通勤している。

## 歴史
バチカンの地は古代以来ローマの郊外にあって人の住む地域ではなかったが、キリスト教以前から一種の聖なる地だったと考えられている。約3000年前には「ネクロポリス」（古代の死者の街）として埋葬地として使用され、その後もローマ人の共同墓地として使用されていた。326年にコンスタンティヌス1世によって聖ペトロの墓所とされたこの地に最初の教会堂が建てられた。

### 教皇領
ローマ司教が教皇として全カトリック教会に対して強い影響力をおよぼすようになると、バチカンはカトリック教会の本拠地として発展し、752年から19世紀まで存在した教皇領の拡大にともなって栄えるようになった。
教皇はローマ市内にあるラテラノ宮殿に4世紀から1000年にわたって居住していたものの、1309年から1377年のアヴィニョン捕囚時代にラテラノ宮殿が2度の火災によって荒廃したため、ローマに帰還した教皇はサンタ・マリア・マッジョーレ大聖堂に一時居住した後、現在のバチカン宮殿を建設して移った。1506年には2代目である現サン・ピエトロ大聖堂が着工し、1626年に竣工した。その後教皇の公式な住居はクイリナーレ宮殿に移った。
教皇は19世紀中盤までイタリア半島中部に広大な教皇領を保持していたものの、イタリア統一運動の活発化に伴い1860年にイタリア王国が成立すると教皇領の大部分を占める北部地域の教皇領が接収されたため、ローマ教皇庁とイタリア王国政府が関係を断絶した。この時点では教皇領南部のローマ市およびラティウム地方は教皇の手に残っていた。

### バチカンの囚人
1870年に普仏戦争の勃発によって教皇領の守備に当たっていたフランス軍が撤退すると、イタリア軍が残存教皇領もすべて接収し、バチカンはイタリア領となった。翌1871年には、イタリア政府は教皇にバチカンおよびラテラノ宮殿の領有を認めたものの、教皇ピウス9世はこれを拒否し、「バチカンの囚人」（1870年 - 1929年）と称してバチカン宮殿に引きこもった。この教皇庁とイタリア政府の対立はローマ問題と呼ばれ、以後50年以上にわたって両者間の断絶を引き起こした。

### バチカン市国
このような不健全な関係を修復すべくイタリア政府とバチカンの間で折衝が続けられたが、1929年2月11日になってようやく教皇ピウス11世の全権代理ピエトロ・ガスパッリ枢機卿とベニート・ムッソリーニ首相との間で合意が成立し、3つのラテラノ条約が締結された。条約は教皇庁が教皇領の権利を放棄するかわりに、バチカンを独立国家とし、イタリアにおけるカトリック教会の特別な地位を保証するものであった。この措置はイタリア国民にも広く支持され、「教皇との和解」を実現したムッソリーニの独裁体制はより強固なものとなった。
1984年になると再び政教条約が締結され、イタリアにおけるカトリック教会の特別な地位などのいくつかの点が、信教の自由を考慮して修正された。

## 政治

サン・ピエトロ大聖堂

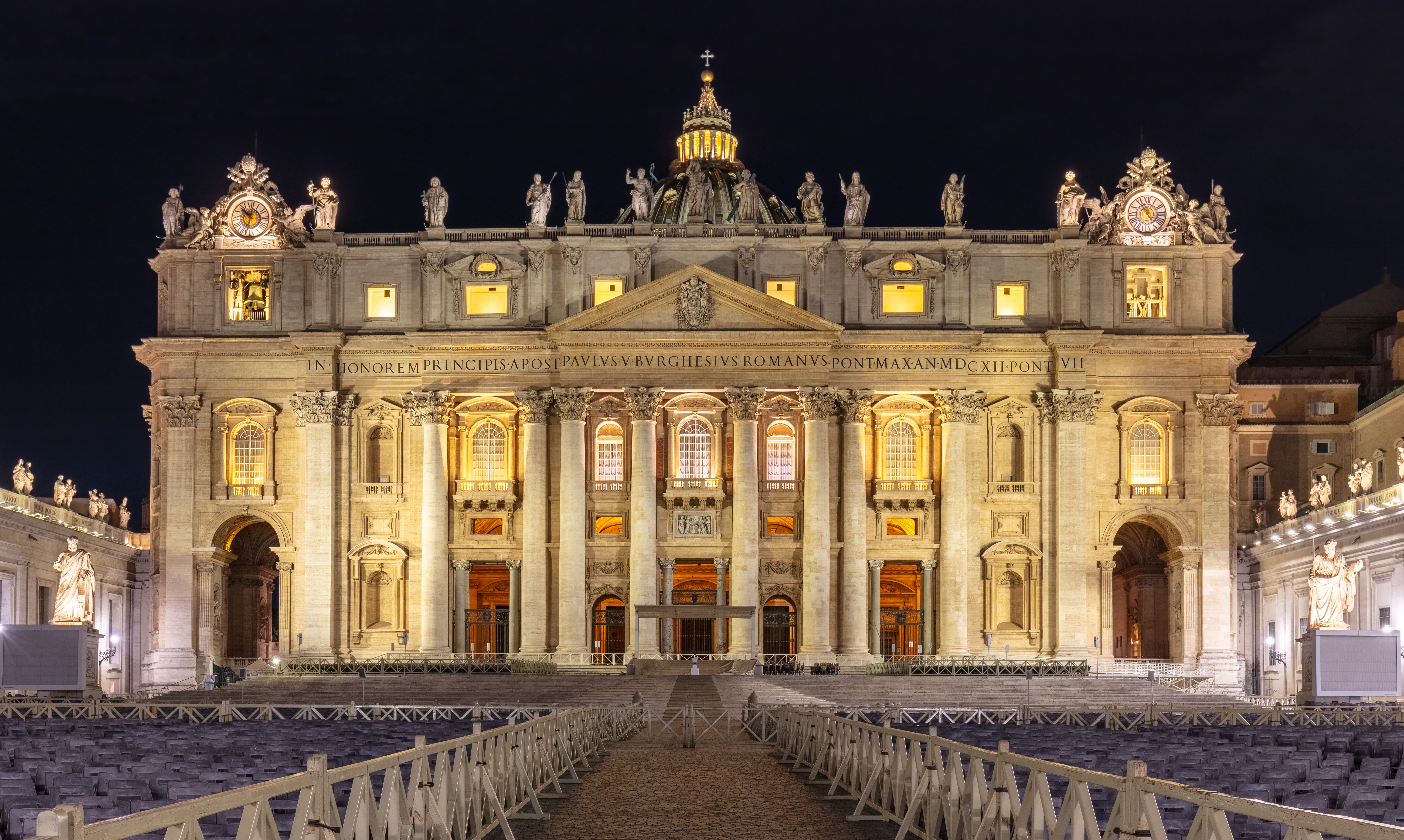
深夜のサン・ピエトロ大聖堂。大聖堂は朝6時～7時の間に開門される。

政体は、バチカン市国基本法により、教皇がその職掌としてバチカンの首長となり、立法権・行政権・司法権を総攬する絶対君主制。教皇は80歳未満の枢機卿(すうききょう)たちの選挙（コンクラーヴェ）によって選ばれるため、選挙君主制でもある。教会法において教皇に必要な資格は、男性のカトリック信徒であるということだけであるが、実質上は80歳未満の枢機卿たちの互選が続いている。
教皇はバチカン市国の主権者であるが、一方で主権実体でもある。外交権は教皇及び教皇庁(事務組織)の総称である「聖座」によって行使されている。バチカン市国の行政組織の長は行政庁長官 (Governatorato dello Stato della Città del Vaticano) であるが、外交は教皇庁の組織であり、国務長官 を長とする国務省が担っている。
バチカン市国の立法権は教皇の任命によるバチカン市国委員会 が持っている。この委員会のメンバーの任期は5年となっているが、使徒座空位が発生すると、教皇秘書官であるカメルレンゴと首席枢機卿以外の省庁の長官や評議会の議長は自動的に（一旦）解職される。新しい教皇がコンクラーヴェで選ばれるまでの間はカメルレンゴを長とした枢機卿団がバチカンを管理する。そして新しい教皇が選ばれると、新教皇は使徒座空位前に務めていた各長官・議長に対して当面の間職務を続けるよう命じ、業務が再開されることとなる。もちろん新教皇が長官・議長だった場合は就いていたポストに後任が割り当てられることとなる。直近の例は2025年のレオ14世の選出時で、彼は司教省長官に就いていたが、後任がほどなく選ばれている。

### 国際関係

緑色は聖座と公式な外交関係を有する国。ライトグリーンはその他の関係。

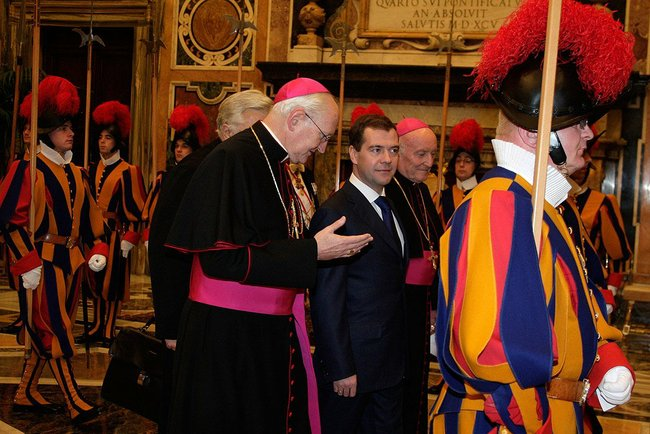
2009年、バチカンを訪問するロシアのメドベージェフ大統領（当時）。

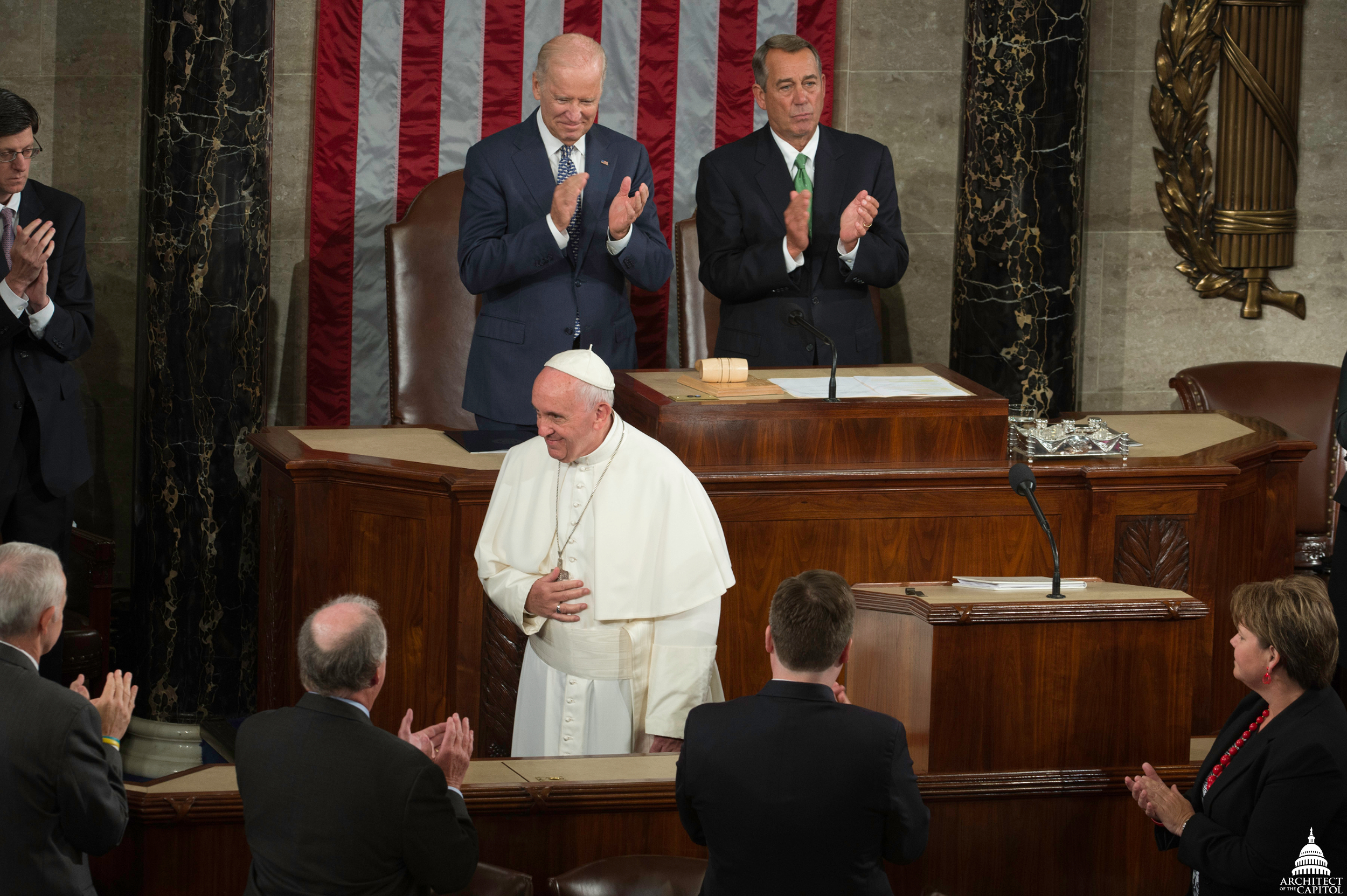
2015年、アメリカ合衆国議会で演説する教皇フランシスコ。

ヨーロッパ世界では、教皇および聖座は伝統的に主権実体として認められてきた。バチカン市国基本法第二条によれば、バチカン市国の外交権は教皇に対して留保されており、教皇は国務省を通じてこれを行使する。教皇は伝統的に教皇大使や教皇特使といった常設の外交官を派遣し、教皇大使館設置して外交を行ってきた。教皇領が消滅した後も、ラテラノ条約による国家としてのバチカン市国成立後もその体制が継続されている。教皇大使の地位は1815年のウィーン会議によって確認され、外交関係に関するウィーン条約第十四条において通常の国の特命全権大使と同等であるとされている。2024年10月時点で、バチカンは184の国と地域に対して外交関係を有している。また国際連合およびマルタ騎士団の特命全権大使を受け入れており、179の国と地域に教皇大使あるいは教皇公使などの外交使節を派遣している。
2024年時点で、聖座と外交関係が樹立されていない国は16カ国である。主な国家としては、宗教の存在を否定する共産党の一党独裁国家で社会主義国の中華人民共和国、朝鮮民主主義人民共和国（北朝鮮）、ラオスと、イスラム国家のサウジアラビア、アフガニスタン、ソマリア、ブルネイなどがある。ただし社会主義国でもベトナムは1990年代から関係が改善されて教皇使節が派遣され、2011年には非常駐の外交使節が設置され、2023年12月には常駐のバチカン代表が設置されている。イスラム国家でも首長国のアラブ首長国連邦や王制のヨルダン、イラン、オマーンなどとは外交関係がある。また国家の承認が別れている国では中華民国・クック諸島・パレスチナと国交がある一方で、コソボの独立を承認していない。
また国交がなく、大司教区が設置されていない一部の地域には教皇使節団が派遣されている。「教皇使節」（Apostolic delegate）は現地のカトリック信徒のために派遣されるもので、必ずしも公式な外交関係の存在を意味していない。教皇使節の派遣を管轄するのはバチカンにおいて宗教業務を担当する福音宣教省であって、外交を司る国務省ではない。
国際連合には、長らく「恒久的オブザーバー」という形式で代表を派遣していたが、2004年7月に、投票以外の全ての権利を持った代表となった（国際連合常任オブザーバー (聖座)）。投票権を行使しないのは、政治的中立を維持するためであり、当時の国連バチカン代表であったチェレスティーノ・ミリオーレ大司教も「投票権を持たないことは、私たち自身の選択です」と語っている。
一方、前述のように事実上イタリアとの国境管理がされていないことに加え、狭いバチカン市国内では各国が大使館を構えるだけの敷地が現実的に取れないという事情もあり、バチカンと外交関係を有する国はローマ市内に大使館を設置している（兼轄や本国駐在によりローマ市にも駐在しない場合を除く）。この場合も、ラテラノ条約第12条第2項の規定により、イタリアとの国交の有無にかかわらず、駐バチカン外交官・在バチカン公館は、イタリア国内で外交官・公館としての保護を受ける。また、各国の在イタリア大使館がバチカンを兼轄することはない。バチカンと外交関係を有する国家のうち約100カ国は兼轄であり、常駐の特命全権大使を派遣しているのは80カ国弱である。

#### 日本
聖座が日本に教皇使節を派遣したのは1919年であり、この時に教皇使節館が東京に設置された。正式な外交関係を樹立したのは第二次世界大戦中の1942年であり、日本は公使を設置している。終戦後に国交は断絶したが、1952年の主権回復により復活し、教皇使節館はローマ法王庁公使館に格上げされた。日本は1958年に駐バチカン日本公使館を大使館に格上げし、1966年にはバチカン側がローマ法王庁公使館を在日本国ローマ法王庁大使館に格上げした。
日本国大使館（正式名称：在バチカン日本国大使館）は隣国イタリア・ローマにおかれている。
日本においては、教皇ならびにその組織である教皇庁などの用語を、公式には「法王」「法王庁」と表記してきたが、2019年の教皇フランシスコの訪日に伴い、「教皇」「教皇庁」との表記に変更した。政府の名称変更に合わせ産経新聞や日本放送協会ほかメディアも呼称を変更した。ただし教皇大使と駐日大使館については「法王庁大使」「法王庁大使館」の用語が2025年現在も用いられている。

#### イギリス
イギリスとは、ヘンリー8世の離婚問題、国王至上法によってイギリス国教会が設立されてからローマ教皇がイギリス王を破門するかたちで断絶が続いていた。以来、イギリス国王とローマ教皇は没交渉であったが1914年に交渉が回復した。バチカン市国が建国され、主権国家として外交関係が樹立されたのは1982年のヨハネ・パウロ2世のイギリス司牧の旅以降である。2010年にはベネディクト16世が国賓としてイギリスを訪問。その答礼として2014年にエリザベス2世、エジンバラ公フィリップがバチカンを訪問した。しかしベネディクト16世の頃は、彼の超保守的な思想やカトリック聖職者の性的虐待問題でイギリス国民が、次のフランシスコのときは彼がアルゼンチン出身であること、フォークランド諸島で紛争を抱えるイギリス政府が、態度を硬化させている。

#### ロシア
前身となるソビエト社会主義共和国連邦とはロシア革命以降外交関係を持っていなかったが、1990年3月15日に外交関係が樹立された。ソ連崩壊後、後継となるロシア連邦ではバチカン市国との外交関係を有していなかったことから、外交関係再設定への動きが進み、2009年12月3日に大統領ドミートリー・メドヴェージェフが、バチカン市国を訪問して教皇ベネディクト16世と会談を行い、国交が樹立された。翌年の2010年には正式に大使が交換されている。ウラジーミル・プーチンは大統領・首相として通算4度バチカンを訪れ、時の教皇と会談している。

#### キューバ
キューバは1935年に国交を樹立してから、キューバ革命後も関係が継続している。なお、キューバは社会主義者による革命が起きたにも関わらず国交断絶しなかった唯一の社会主義国である。

#### 中華民国（台湾）
カトリック教会と中国の関係は明の時代のイエズス会のマテオ・リッチらの布教に始まる。イエズス会は布教に当たり、儒教の祖先崇拝を容認したことで急速に信徒を増やすことに成功した。これに対してドミニコ会が「イエズス会は異端の布教を行っている」と教皇庁に報告し、パリ外国宣教会が中国での典礼行為を禁止したことで、清の時代には、イエズス会とパリ外国宣教会の間で「典礼論争」が発生した。1715年にクレメンス11世が「儒教との両立は異端である」という教皇の回勅をだしたことで清朝はキリスト教は禁教とされ、キリスト教信仰は地下で行われた。1912年に辛亥革命で清朝が滅び中華民国が建国されると1922年に非外交レベルのバチカンとの国交が樹立され、1942年には正式に国交が樹立された。その間の1939年にピウス12世の回勅によって儒教との両立を禁止したクレメンス11世の回勅は緩和された。1949年に国共内戦に勝利した中国共産党が中華人民共和国を建国し、中華民国は台湾に移転するがバチカンは反共主義の立場から台湾の中華民国との外交関係を維持している。

#### 中華人民共和国
中華人民共和国は信教の自由がなく、カトリック教会を政府の管理下に置き続ける上、キリスト教関係者を逮捕、追放するなど弾圧を続けていることを理由に、1949年10月1日の中華人民共和国の建国以来、国交を持っていない。なお宗主国との条約の下で一国二制度の下、本土とは別制度が採られる香港とマカオの両司教区（カトリック香港教区およびカトリックマカオ教区）は、イギリスとポルトガルの植民地時代からローマ教皇庁の直接管轄であり、中華人民共和国政府の影響を受けていない本来のカトリックに属する。
国交はないものの、バチカンと中華人民共和国は「司教の任命権」の問題など多くの困難な問題を抱えながらも、外交関係の再設定を目指して水面下での協議を続けてきた。例えば1979年には、中華民国台北市派遣の外交官レベルを臨時代理大使に格下げし、中華人民共和国との関係改善への意欲を見せていた。2015年9月28日には、教皇フランシスコ自らが中華人民共和国政府との接触を認めており、バチカンの国務長官ピエトロ・パロリンは中華人民共和国との国交樹立の意向を明言している。2018年9月22日、バチカンと中華人民共和国は、長年対立していた司教の任命権を巡る協議について、中華人民共和国はローマ教皇の国内における地位を認める代わりに、バチカンは中華人民共和国が独自に任命した司教を認めるという内容で、暫定的な合意に達したと発表した。これに関して、バチカンと中華民国は、両国の外交関係には何ら影響を与えるものではないとそれぞれコメントしている。なお香港のカトリック香港教区は、1997年の香港返還後もローマ教皇庁の直轄教区である。
2020年2月14日には、ドイツのミュンヘンで王毅外務大臣とポール・リチャード・ギャラガー外務局長による初の外相会談が行われた。だが、中華人民共和国が共産主義国として、中国共産党の傘下にない宗教を規制するという問題は、何ら解決されないという現実がある。

### 軍事

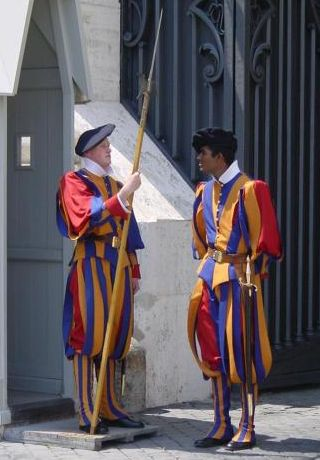
スイス人衛兵

バチカン市国は、一切の軍隊を保持していない。警察力も永世中立国であるスイスからの傭兵である「市国警備員（スイス人衛兵）」が担当している。

#### 国境
イタリアとの入出国は自由。国境もガードレール風の柵があるだけで、国境検問所の類いは一切無く、よって出入国管理体制もない。国内は、公開の区域に限り入場は自由で、イメージとしては街中にある教会堂とその敷地に近い。そのため、各国から首脳や貴賓が参列した2005年の教皇ヨハネ・パウロ2世の葬儀では、国境の外側を取り囲むイタリア側が警備を行ったことで、事実上の国内警備につながった。

#### 安全保障
教皇の衛兵として、スイス人衛兵が常駐している（2007年の時点では110人）。1505年1月22日に教皇ユリウス2世により創設され、1527年、ローマがカール5世の神聖ローマ皇帝軍に侵攻された際（ローマ略奪）、その身を犠牲にしてクレメンス7世の避難を助けた。衛兵はスイスでカトリック教会からの推薦を受けた、カトリック信徒の男性が選ばれている。
衛兵の制服は、一説にはミケランジェロのデザインとも言われるが、1914年に制定されたものである。その派手なデザインは、伝統的なスイス傭兵というよりも、むしろランツクネヒトを彷彿とさせる。スイス人衛兵たちは一応武器の携行はしているものの、本質的に儀仗兵である。1981年、ヨハネ・パウロ2世が襲撃された事件以来、教皇が公の場に出て行く時、スイス人衛兵たちは催涙スプレーを常時携行するようになったという。
かつては、スイス人衛兵だけでなく、教皇騎馬衛兵や宮殿衛兵といわれる衛兵隊が存在していたが、形式的なものになっていたためパウロ6世によって1970年に廃止された。

## 地理

### 国土

バチカンの詳細地図

バチカン市国はローマの北西部に位置するバチカンの丘の上、テベレ川の右岸にある。その国境はすべてイタリアと接しており、かつて教皇を外部の攻撃から守るために築かれたバチカンの城壁に沿って引かれている。面積は約0.44km2と独立国としては世界最小で、東京ディズニーランド（約0.52km2）よりも小さく、天安門広場（約0.40km2）とほぼ同じくらいであり、皇居（約1.15km2）のおよそ8分の3。その狭い領土の中にサン・ピエトロ大聖堂、バチカン宮殿、バチカン美術館、サン・ピエトロ広場などが肩を並べている。
またラテラノ条約の取り決めに従って、国外のいくつかの区域（イタリア・ローマ南東約20kmにあるカステル・ガンドルフォの教皇別荘であるガンドルフォ城、サン・ジョヴァンニ・イン・ラテラノ大聖堂、サンタ・マリア・マッジョーレ大聖堂などの大バジリカ、教皇庁事務所など）でもバチカンの主権が認められている（バチカンの行政区画も参照）。
これらの中にはバチカン放送の建物も含まれているが、短波ラジオ送信所は国外のイタリア・ローマ郊外にあり、その敷地内にはバチカンの治外法権が認められている。
外国人観光客が入れる場所は、サン・ピエトロ広場、サン・ピエトロ大聖堂、バチカン美術館周辺のみで、その他の場所は一般人立入禁止区域となっている。

### 気候
バチカン市国の気候はローマの気候と同じで、地中海性気候の区域に属している。5月から9月は乾季にあたって少雨高温であり、10月から5月は雨季で冬は冷え込む。以下、ローマの気候図を示す。
| ローマの気候             | ローマの気候  | ローマの気候 | ローマの気候 | ローマの気候 | ローマの気候 | ローマの気候 | ローマの気候 | ローマの気候 | ローマの気候 | ローマの気候 | ローマの気候  | ローマの気候 | ローマの気候   |
| 月                       | 1月           | 2月          | 3月          | 4月          | 5月          | 6月          | 7月          | 8月          | 9月          | 10月         | 11月          | 12月         | 年             |
| ------------------------ | ------------- | ------------ | ------------ | ------------ | ------------ | ------------ | ------------ | ------------ | ------------ | ------------ | ------------- | ------------ | -------------- |
| 平均最高気温 °C （°F）   | 11.8 (53.2)   | 13.0 (55.4)  | 15.2 (59.4)  | 18.1 (64.6)  | 22.9 (73.2)  | 27.0 (80.6)  | 30.4 (86.7)  | 30.3 (86.5)  | 26.8 (80.2)  | 21.8 (71.2)  | 16.3 (61.3)   | 12.6 (54.7)  | 20.52 (68.92)  |
| 平均最低気温 °C （°F）   | 2.7 (36.9)    | 3.5 (38.3)   | 5.0 (41)     | 7.5 (45.5)   | 11.1 (52)    | 14.7 (58.5)  | 17.4 (63.3)  | 17.5 (63.5)  | 14.8 (58.6)  | 10.8 (51.4)  | 6.8 (44.2)    | 3.9 (39)     | 9.64 (49.35)   |
| 降水量 mm （inch）       | 102.6 (4.039) | 98.5 (3.878) | 67.5 (2.657) | 65.4 (2.575) | 48.2 (1.898) | 34.4 (1.354) | 22.9 (0.902) | 32.8 (1.291) | 68.1 (2.681) | 93.7 (3.689) | 129.6 (5.102) | 111.0 (4.37) | 874.7 (34.436) |
| % 湿度                   | 77            | 75           | 72           | 73           | 71           | 68           | 67           | 66           | 69           | 74           | 78            | 78           | 72.3           |
| 出典：MeteoAM 2009-05-29 |               |              |              |              |              |              |              |              |              |              |               |              |                |

## 経済

### 国家予算
バチカンの「国家予算」は2003年のデータで歳入が約277億円で歳出290億円となっている。主な産業として出版業、モザイク製作などがある。バチカンは国家というにはあまりに特殊な存在であり、（下記にある「宗教活動協会」の投資運用は除き）利益追求の産業活動は行っていないため、歳入は「聖ペトロの献金」（Peter's Pence）として知られる世界中のカトリック信徒からの募金、切手の販売、バチカン美術館の入場料収入、出版物の販売などによるものである。

### 宗教活動協会
第二次世界大戦中の1942年に、ピウス12世によってそれまでの「宗務委員会」から改組され設立された、バチカンの国家財政管理を行う組織である「宗教事業協会」（Instituto per le Opere di Religioni/ IOR、「バチカン銀行」とも呼ばれる）が、各国の民間の投資銀行を通じて投資運用し資金調達を行っている。上記の「国家予算」には、「宗教事業協会」の投資運用による利益は入っていない。
1980年代前半までは、宗教事業協会の投資運用と資金調達を行う主力行としての業務はイタリア国立労働銀行の子会社のアンブロシアーノ銀行が行っていたが、1982年に、同協会のポール・マルチンクス大司教と、「教皇の銀行家」と呼ばれていた、アンブロシアーノ銀行のロベルト・カルヴィ頭取のもとで起こった、マフィアや極右秘密結社であるロッジP2が絡んだ、多額の使途不明金と資金洗浄に関わった不祥事の影響を受け、同行が破綻し、カルヴィ頭取などの複数の関係者が暗殺されて以降は、ロスチャイルド銀行とハンブローズ銀行などが行っている。また、この事件は、アメリカ映画「ゴッドファーザー PART III」でも取り扱われている。

### 不正行為の疑い
宗教事業協会は度々マネーロンダリングなどの違法な取引にかかわったと指摘されており、近年も2009年11月と2010年9月の2度に渡り、宗教事業協会とエットーレ・ゴティテデスキ総裁がマネーロンダリングに関係したとの報告を受けたイタリアの司法当局が捜査を行い、捜査の過程で2300万ユーロの資産が押収されている。
2013年5月22日、独立機関の聖座財務情報監視局は、2012年の金融取引において6件のマネーロンダリングの疑いがあると発表した。2013年6月28日には、現金4千万ユーロ（約52億円）を無申告でスイスからイタリアに運ぼうとしたとして、スカラーノ司祭がイタリア警察に逮捕された。2013年7月1日には、幹部2人が辞任に追い込まれた。

### その他
バチカン職員の給与水準は、イタリア・ローマの平均給与よりもやや良いといわれている。独自通貨をつくらないため、以前はリラが用いられていたが、イタリアがユーロに通貨を変更した2002年1月1日以降、バチカンでもユーロが流通するようになった。なお、バチカン発行のユーロ通貨は、ユーロ圏ならどこでも使用することが可能であるが、切手はバチカン専用で、バチカンでイタリアの切手は使えない。

## 交通

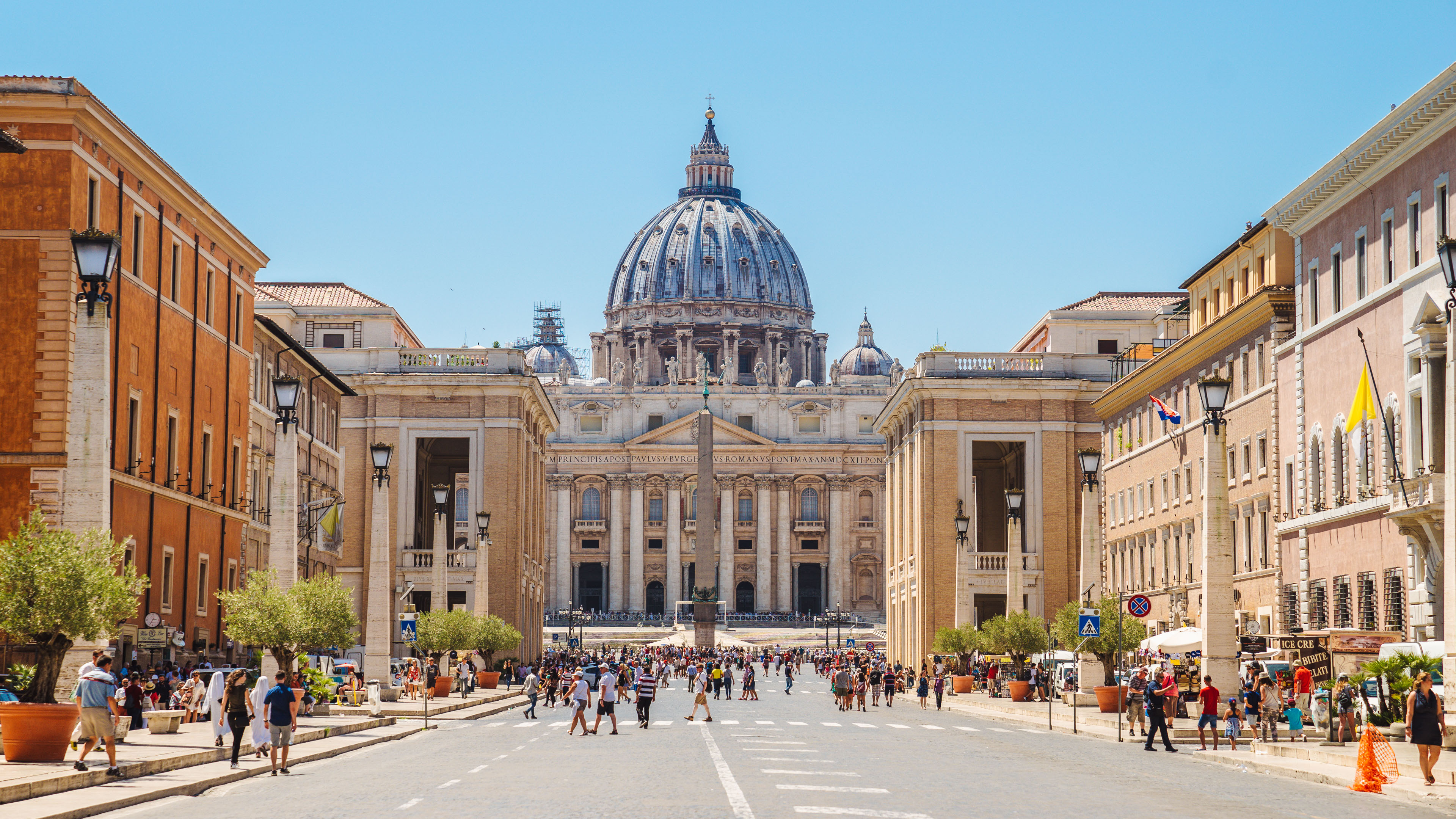
イタリア・ローマ市の「和解の道」からバチカン中心部を望む。

ローマ教皇庁が所有する自動車は「SCV」というナンバーがつく。この3文字の意味は「Stato della Città del Vaticano（バチカン市国）」の略である。
かつては、バチカンを取り囲むように古い住宅がごみごみと立ち並んでいたが、1920年代にイタリアの実権を握ったベニート・ムッソリーニは、ラテラノ条約によるカトリック教会との和解を世界にアピールしようと、サン・ピエトロ大聖堂正面の家屋を大胆に撤去し、広い街路を敷いた。これが「和解の道 (Via della Conciliazione)」といわれる、バチカン市国前のメインストリートである。
空港はないが、中型ヘリコプターが発着可能なヘリポートが一つある。鉄道は、イタリアのサンピエトロ駅から分岐してバチカン駅へ向かう863メートル（うち国内は227メートル）の鉄道路線がある。現在は定期旅客列車は走っておらず、たまに貨物列車が入線するのみで、旅客輸送は行っていない。この鉄道路線はイタリア国内分も含めてバチカン国有のものであるが、列車の運行はイタリア国鉄が代行している。

## 通信
郵便局と電話局が一つある。
ローマ市民たちは国際郵便を出す場合、イタリアの郵便局（ポステ・イタリアーネ）を通すよりも、バチカン市国内にあるPoste Vaticaneの郵便ポストから投函するほうが、格段に早くかつ確実に郵便物が到着することを知っているため、少し歩いてでも越境してバチカン内から投函する者も多い。ただし、この場合イタリア発行の切手は通用しないため、バチカン市国発行の切手を貼付する必要がある。

## 国民と国籍
バチカンの人口は832人（2011年7月推定値）であり、彼らはバチカンの城壁内で生活している。バチカン市民のほとんどはカトリックの修道者であり、枢機卿・司祭などの聖職者と、叙階されていない修道士・修道女がいる。教皇庁で働く、修道者以外の一般職員は3000人にものぼるが、彼らのほとんどは市国外（すなわちイタリア）に居住し、そこから通勤している。またスイス人衛兵もバチカン市民である。衛兵の宿舎は市国内にあるが、市国外に住居を持って通勤している衛兵もいる。
聖座の外交官や各省庁の官職にある者は、教皇庁の公用の必要がある場合に、バチカン市国のパスポートを取得することができる。いわゆる外交パスポートに相当するものは、青色の表紙をしている。なお、一般のバチカン市国住民には市国パスポートは発給されない。イタリアとの間の移動、イタリアなどシェンゲン協定国間の移動にはパスポートは不要であるため、欧州連合内は自由に移動できる。
2003年末の時点で、バチカンの「居住権」（いわゆる「市民権」あるいは「国籍」）を保持する者は552名に及ぶ。そのうち61人が枢機卿、346名が司教、司祭などの聖職者である。101名がスイス人衛兵、44人が一般の職員である。全ての者がバチカンの居住権と併せて、従来の国籍も保持している（二重国籍）。
バチカン居住権は聖職者も含め、基本的にバチカンで職務についている期間に限って与えられる。教皇庁の職員の多数を占めるイタリア人職員たちには外交業務などにおいて特に必要がないかぎり、居住権は与えられない。また、バチカンの市民権は上記のように職務に対応する特殊な地位であるため、たとえバチカン市国内で出生しても出生地主義による国籍の取得はできない。
バチカン市庁における女性職員は600人程度で、カトリック信徒であることが必須であるが、初の女性職員は、1934年に採用されたフランクフルト出身のユダヤ教徒、ヘルミーネ・シュパイアーであった。2020年1月には教皇庁外務局次官にフランチェスカ・ディ・ジョバンニが起用され、教皇庁において副大臣級初の女性起用となった。

## 文化
バチカン市国は、国家自体が世界文化遺産の宝庫である。サン・ピエトロ大聖堂やシスティーナ礼拝堂など、ボッティチェッリ、ベルニーニ、ミケランジェロといった美術史上の巨匠たちが存分に腕をふるった作品で満ちあふれている。また、バチカン美術館とバチカン文書資料館には歴史上の貴重なコレクションが大量に納められている。なお、バチカンは1984年に世界遺産にも登録されている。
バチカンに定住している人々は、カトリック教会の聖職者国家という性格上男性がほとんどである。わずかな女性たちが職員として教皇庁で働くために、二つの女子修道会が支部を置いている。バチカンで働く聖職者たちは、枢機卿などの高位聖職者を除けばほとんどが修道会員である。
バチカンは聖地であるため服装規定がある。特に女性は観光客であっても、聖堂内に入るときなどに服装に気をつかうこと（ノースリーブの服なら上からなにかを羽織る、半ズボン禁止など）が求められる。
バチカンは巡礼者のみならず全世界から訪れる観光客でいつもにぎわっている。教皇は世界から訪れる信徒のために毎週日曜日には彼らの前でミサを執り行い、平日にも信徒と共に行う信心業や謁見（通常は毎週水曜）を行っている。復活祭などの特別な祝日には、サン・ピエトロ広場に姿を見せて世界に挨拶を送るのがならわしとなっている。

### 祝祭日
| 日付                | 日本語表記                   | 現地語表記 | 備考     |
| ------------------- | ---------------------------- | ---------- | -------- |
| 1月1日              | 元日（神の母聖マリアの祭日） |            |          |
| 1月6日              | 主の公現（祭日）             |            |          |
| 2月11日             | ラテラノ条約締結記念日       |            |          |
| 3月19日             | 聖ヨセフ（祭日）             |            |          |
| 3月-4月             | 復活の主日（祭日）           |            | 移動祝日 |
| 5月1日              | 労働者聖ヨセフ（記念日）     |            |          |
| 5月                 | 主の昇天（祭日）             |            | 移動祝日 |
| 6月                 | キリストの聖体（祭日）       |            | 移動祝日 |
| 6月29日             | 聖ペトロ・聖パウロ（祭日）   |            |          |
| 8月15日             | 聖母の被昇天（祭日）         |            |          |
| 11月1日             | 諸聖人の日（祭日）           |            |          |
| 12月8日             | 無原罪の聖マリア（祭日）     |            |          |
| 12月24日 - 12月25日 | 主の降誕（祭日）             |            |          |
| 12月31日            | 年越し                       |            |          |

### スポーツ
サッカー
バチカン市国ではサッカーが最も人気のスポーツであり、1972年にサッカーリーグのバチカン市国選手権が創設され、主に州の省庁を代表する労働者で構成されている。サッカーバチカン代表は、バチカン国籍を有する聖職者会議の議員や、バチカン美術館の警備員、スイス人衛兵などでチームは形成される。ちなみにバチカンはFIFAやUEFAには加盟しておらず、ワールドカップや欧州選手権には出場できない。
2019年5月、初の女性チームが組織され、主にバチカン職員と職員の妻や娘で構成された。同月、ローマ市のチームと対戦し、0-10で敗北した。
陸上競技

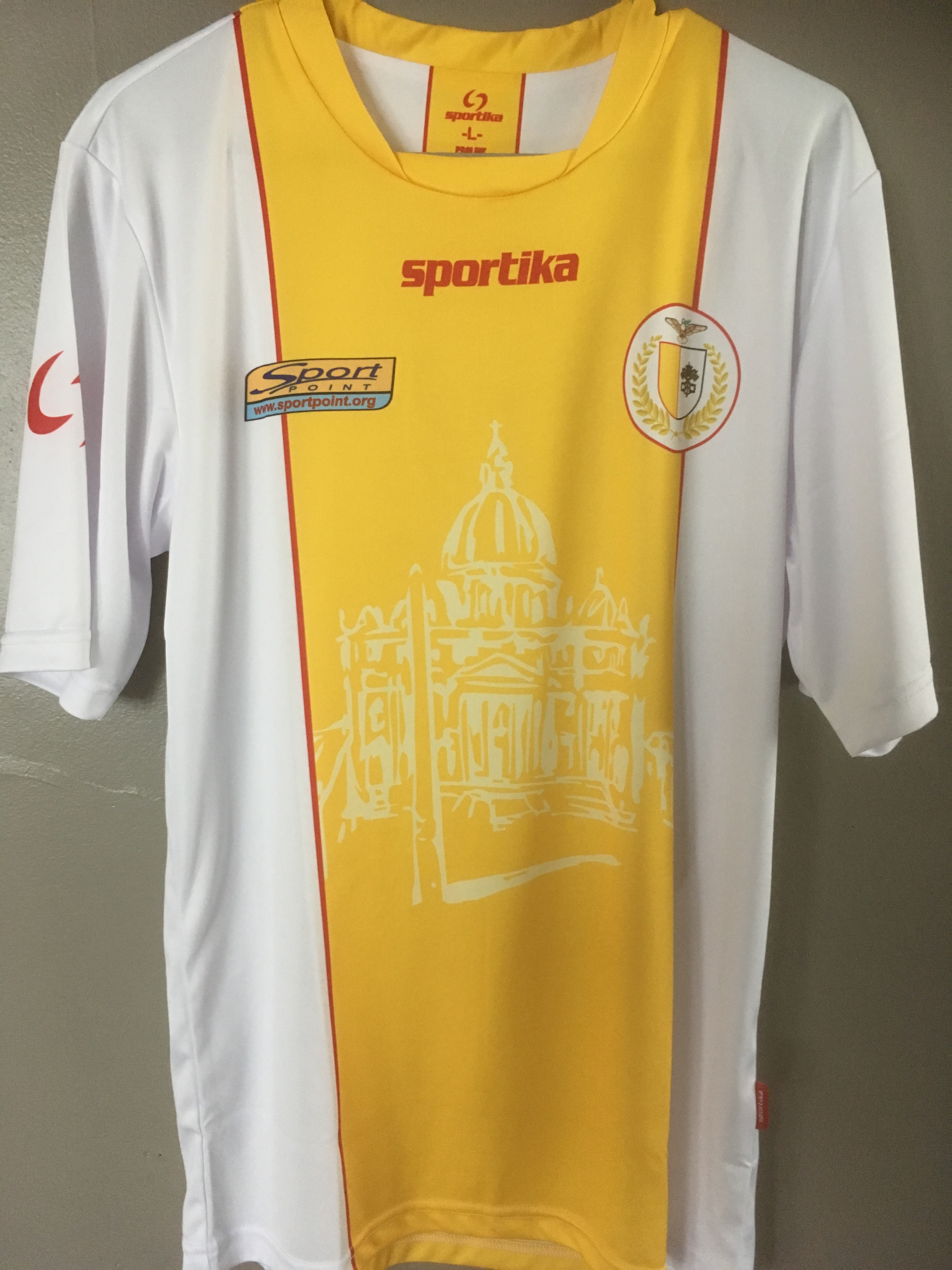
公式シールドが付いた2017年のサッカー男子チームのTシャツ。

2019年1月10日、バチカンにおける最初の公認スポーツ協会である「アスレティカ・バチカーナ」の設立が発表された。チームは教皇庁職員および、さまざまな年齢・性別・国籍の人々から構成される。アスレティカ・ヴァチカーナは、教皇庁国務省の支援と、イタリア陸上競技連盟（FIDAL）に加盟し公認されているイタリア国内オリンピック委員会との二国間協定により設立され、競技の機会が与えられることになる。イタリアでもヨーロッパでも。アスレティカ・ヴァチカーナの最初の競技は、2019年1月20日にローマのコルサ・ディ・ミゲルの10kmレースで行われた。
サイクリング
2021年10月28日、国際自転車競技連合は、アスレティカ・バチカーナの一部門である「バチカンサイクリング」の連合への加盟を認めた。20 世紀以来、サイクリストと教皇は絶えず友好的なアプローチをとっており、すでに1948年に教皇 ピウス12世はマドンナ・デル・ギザッロをサイクリストの普遍的な守護聖人として宣言した。マドンナ・デル・ギザッロ教会は、自転車界の聖地とみなされているコモ県マグレーリオにある。
クリケット
2013年10月22日、サン・ペトロ・クリケットクラブが教皇庁文化評議会の後援のもと発足した。これは、世界の多くの国（105か国）で楽しまれているスポーツであるクリケットを通じて、異なる文化や宗教との対話を強化する事を目的としており、その対象には、英国国教会、イスラム教、ヒンドゥー教、シク教、仏教などが含まれる。

## メディア
新聞として「オッセルヴァトーレ・ロマーノ」紙がある。これは教皇庁の公式紙であり、イタリア語版が日刊で、英語版、スペイン語版、フランス語版、ドイツ語版、ポルトガル語版が週刊で、ポーランド語版が月刊で発行されている。さらに国営放送といえるバチカン放送や、公式ウェブサイト、ツイッターアカウント（後述）がある。

### ツイッター
バチカンのニュースサービスが、それぞれ専用アカウントを保持している。
2012年12月4日、ベネディクト16世が自身のTwitterアカウント「@Pontifex」を開設したが、2013年2月28日の教皇の退位と同時に閉鎖されることになった。しかし実態としてはツイート全削除（別途アーカイブは残される）の上でユーザー情報の書き換えが行われたのみで、アカウント自体は存置され、使徒座空位を表わす「傘と天国の鍵の紋章」と「Sede Vacante」の表示のある状態となった。
2013年3月13日に、コンクラーヴェでフランシスコが新教皇に就任すると、「三重冠と天国の鍵の紋章」に戻り「我らフランキスクス（フランシスコ）を得たり」("Habemus Papam Franciscum") とのラテン語のツイートがなされ、その後フランシスコが使用することとしたためリニューアルされた。すなわち、「@Pontifex」のアカウントは「教皇専用」であるのみで、代が変わっても同一アカウントをそのまま用い続けることが示された。「@Pontifex」を使うかどうかは、教皇の意向次第となる。